# Alison Krauss
Alison Krauss (Decatur (Illinois), 23 juli 1971) is een Amerikaanse bluegrass-zangeres en -violiste. Ze ontving voor haar werk zevenentwintig Grammy Awards en heeft verscheidene platina platen ontvangen. Haar debuutalbum, Too Late to Cry (1987) kwam uit toen ze 16 jaar oud was.
Krauss werkt samen met het traditionele bluegrass-ensemble Union Station. Ook nam ze covers op van een aantal nummers van andere artiesten, waaronder The Beatles.

## Biografie
Op vijfjarige leeftijd begon Krauss viool te leren spelen en drie jaar later deed ze mee aan een lokale talentenjacht. Op dertienjarige leeftijd behaalde ze de eerste plaats op de vioolkampioenschappen op het Walnut Valley Festival. Op dat moment ontmoette ze Dan Tyminski en de muzikanten van de band Union Station.
In 2007 verscheen het album "Raising Sand" waarop ze samen met Led Zeppelin-zanger Robert Plant te horen is. Samen met Plant gaf Krauss op 14 mei 2008 een concert in de Heineken Music Hall in Amsterdam.
In 2020 verschijnt de single Amazing Grace als duet met Andrea Bocelli.
In november 2021 verscheen een tweede album met Robert Plant, ‘Raise the Roof’.

## Discografie

### Albums
| Album met eventuele hitnotering(en) in de Nederlandse Album Top 100 | Datum van verschijnen | Datum van binnenkomst | Hoogste positie | Aantal weken | Opmerkingen       |
| ------------------------------------------------------------------- | --------------------- | --------------------- | --------------- | ------------ | ----------------- |
| Too late to cry                                                     | 1987                  | -                     |                 |              |                   |
| Two highways                                                        | 1989                  | -                     |                 |              |                   |
| I've got that old feeling                                           | 1990                  | -                     |                 |              |                   |
| Every time you say goodbye                                          | 1992                  | -                     |                 |              |                   |
| I know who holds tomorrow                                           | 1994                  | -                     |                 |              |                   |
| Now that I've found you - A collection                              | 1995                  | -                     |                 |              |                   |
| So long so wrong                                                    | 1997                  | -                     |                 |              |                   |
| Forget about it                                                     | 1999                  | -                     |                 |              |                   |
| New favorite                                                        | 2001                  | -                     |                 |              | met Union Station |
| Live                                                                | 2002                  | -                     |                 |              | met Union Station |
| Lonely runs both ways                                               | 2004                  | 27-11-2004            | 90              | 1            | met Union Station |
| A hundred miles or more - A collection                              | 13-04-2007            | 21-04-2007            | 91              | 1            |                   |
| Raising sand                                                        | 08-11-2007            | 27-10-2007            | 26              | 25           | met Robert Plant  |
| Paper airplane                                                      | 08-04-2011            | 16-04-2011            | 49              | 6            | met Union Station |
| Windy city                                                          | 03-03-2017            | 11-03-2017            | 46              | 2            |                   |
| Raise the roof                                                      | 19-11-2021            | 27-11-2021            | 15              | 5            | met Robert Plant  |

| Album met hitnotering(en) in de Vlaamse Ultratop 200 albums | Datum van verschijnen | Datum van binnenkomst | Hoogste positie | Aantal weken | Opmerkingen       |
| ----------------------------------------------------------- | --------------------- | --------------------- | --------------- | ------------ | ----------------- |
| Raising sand                                                | 2007                  | 03-11-2007            | 48              | 12           | met Robert Plant  |
| Paper airplane                                              | 2011                  | 23-04-2011            | 70              | 3            | met Union Station |